# HylaFax
HylaFax — свободный программный факс-сервер (виртуальный факс), который часто используется в корпоративном секторе для реализации факсимильной связи без соответствующего оборудования.
Основная задача HylFax — приём из телефонной сети в компьютерную (в том числе в виде PDF-файлов) и отправка факсимильных сообщений из компьютерной сети в телефонную, что часто необходимо при использовании IP-телефонии.
Работает на основе ОС класса UNIX/Linux. Нередко HylaFax сопрягается и даже интегрируется на одном сервере с программной АТС, такой как Asterisk (см. Elastix).

## История развития
HylaFax был разработан Silicon Graphics, в конце 90х-годов XX века и опубликован по лицензией BSD.
Бинарные пакеты на основе этой разработки присутствуют почти во всех дистрибутивах Linux.
Однако в результате недовольства части разработчиков по поводу выхода обновлений и политики включения этих обновлений в основную версию, появился форк HylaFax+, http://hylafax.sourceforge.net. Основное отличие в наличии голосовых функций.

## Архитектура

### Основные компоненты пакета HylaFax
- faxgetty — прием факсов
- sendfax — постановка факсов в очередь отправки
- faxrm — удаление задания из очереди отправки
- faxsend — изменение параметров задания стоящего в очереди отправки
- pagesend — отправка страниц
- faxstat — статистика состояния модемов очереди отправки и результаты работы.
- faxclean — очистка очереди отправки
- faxcron — планировщик заданий
- hfaxd — протокол клиент-сервер
- faxq — менеджер очереди процессов
- faxstate — контроль состояния модемов
- faxconfig — изменение конфигурации компонентов HylaFax

### Используемые библиотеки и стороннее ПО
- libtiff
- ghostscript
- zlib
- awk, gawk, mawk или nawk
- sendmail или совместимый SMTP-сервер
- metamail, uuencode, или base64-encode — опционально для использования fax-to-email шлюза
- PAM — опционально, для аутентификации через PAM в hfaxd
- JBIG-KIT — опционально используется для JBIG-сжатия факсов при отправке